# David Belle
David Nicolas Williams Belle (nascido em 29 de abril de 1973) é um ator, coreógrafo de filmes e coordenador de dublês francês. É considerado o fundador e principal pioneiro da disciplina física parkour, criando-a com base em seu treinamento e nos ensinamentos de seu pai Raymond Belle.
Belle ganhou fama através de seus vídeos de parkour e aparições em filmes, como Distrito 13, Distrito 13: Ultimato, que foram escritos e produzidos por Luc Besson, e o remake americano Brick Mansions. Belle também foi consultor na produção de Babylon A.D., Prince of Persia, Colombiana e The Family. Ele é o presidente do Comitê de Parkour da Federação Internacional de Ginástica.

## Vida e carreira
Belle nasceu e foi criado em Fécamp, filho de Monique e Raymond Belle de Paris. Seu avô Gilbert Kitten, seu pai Raymond e seu irmão Jean-François Belle eram socorristas altamente qualificados do Corpo de Bombeiros Militar de Paris. Seu pai Raymond Belle era do Vietnã e tinha ascendência franco-vietnamita, enquanto sua mãe Monique Kitten tinha ascendência francesa e inglesa.
David Belle começou a desenvolver o parkour na Normandia enquanto morava com seu avô, Gilbert. Em 1984, aos 11 anos, Belle mudou-se para Lisses, França. Ele fez amizade com um grupo de adolescentes com paixões físicas semelhantes que começaram a treinar com ele, transferindo as técnicas que aprendeu na Normandia para um ambiente urbano. Alguns dos amigos que treinaram com David mais tarde ficaram conhecidos como os Yamakasi. Mais tarde em sua vida, Belle passou um tempo no exército e no corpo de bombeiros com aspirações de seguir os passos de seu pai e avô. David saiu logo depois por motivos pessoais, pois sentia que a vida regimentada do exército era antitética ao seu caráter. Durante seu tempo nos Fuzileiros Navais, ele estabeleceu o recorde regimental de escalada em corda (que era anteriormente mantido por seu pai, Raymond) e recebeu um certificado de honra por suas habilidades ginásticas.
Ao completar seu serviço nacional, ele trabalhou em várias profissões, incluindo trabalhador de armazém, segurança e vendedor de móveis. Ele também passou 3 meses na Índia estudando kung fu. Após seu retorno, ele continuou seu treinamento em parkour e filmou imagens de suas capacidades, que mais tarde transformou no famoso vídeo Speed Air Man. Em 1997, a equipe do Stade 2 viu um vídeo de Belle e decidiu filmar a primeira transmissão de notícias apresentando ele e os Yamakasi.
Na filmagem dessa matéria, o termo Yamakasi foi usado pela primeira vez em conexão com o grupo. Belle não aprovava o nome e sentia que não dava crédito ao seu pai, então ele se separou do grupo após a matéria. Mais tarde, Belle treinaria outros estudantes que se autodenominaram 'tracer'. A grafia foi posteriormente adaptada para 'traceur', e desde então tem sido usada para definir um praticante de parkour.
Belle foi apresentado à sua carreira de ator em uma reunião com Hubert Koundé (La Haine), para discutir o sucesso do parkour no cinema. Ele então começou a desenvolver sua capacidade de atuação com a peça Pigmalião, e desde então tem sido bem-sucedido em obter vários papéis, principalmente em filmes franceses e promoções. Belle apareceu em vídeos promocionais para Tina Turner e Iam. Ele estrelou "Les gens du voyages" e "Un monde meilleur", seguido por "L'Engrenages" e "Femme Fatale", assim como "Les rivières pourpres 2", estrelado por Jean Reno. Depois de filmar vários outros anúncios e promoções para a BBC, Nissan, Canon e Nike, Belle foi contatado por Luc Besson (diretor de Nikita e O Quinto Elemento) para co-estrelar como ator principal com Cyril Raffaelli no filme de ação Distrito 13, seguido pela sequência Distrito 13: Ultimato. Belle co-estrelou com Paul Walker em Brick Mansions (2014), um remake de Distrito 13.

## Filmografia

### Cinema e televisão
| Ano  | Título                   | Papel            | Notas                       |
| ---- | ------------------------ | ---------------- | --------------------------- |
| 2000 | Louis Page               | Laurent          | 1 Episódio                  |
| 2001 | Engrenage, L             | Le créancier     |                             |
| 2002 | Femme Fatale             | Policial Francês |                             |
| 2004 | Distrito 13              | Leïto            | Estreia em filme de parkour |
| 2005 | Un monde meilleur        | Cara Bom #1      |                             |
| 2008 | Babylon A.D.             | Hacker Kid       | -                           |
| 2009 | Distrito 13: Ultimato    | Leïto            |                             |
| 2012 | Métal Hurlant Chronicles | Red Light        | 1 Episódio                  |
| 2013 | Malavita                 | Mezzo            |                             |
| 2014 | Brick Mansions           | Lino Duppre      | Remake de Distrito 13       |
| 2014 | Jaya                     | Jaya             | (Curta)                     |
| 2016 | Super Express            | Gary             |                             |
| 2018 | Defying Chase            |                  |                             |
| 2019 | The Ultimate Code        |                  |                             |
| 2019 | Invisible Tattoo         |                  |                             |
| 2020 | Cidade de Criminosos     |                  | Bronx (em francês)          |

### Dublês
| Ano  | Título/Empresa                              | Notas                 |
| ---- | ------------------------------------------- | --------------------- |
| 2000 | Ménélik – Limbo Negro                       | Videoclipe            |
| 2000 | Ford                                        | Comercial             |
| 2002 | BBC One                                     | Campanha Publicitária |
| 2002 | Lester Bilal feat. David Belle – Vibration  | Videoclipe            |
| 2002 | Canon                                       | Comercial             |
| 2002 | Nike                                        | Comercial             |
| 2002 | Nissan                                      | Comercial             |
| 2003 | Crimson Rivers II: Angels of the Apocalypse | Coordenador de Dublês |
| 2005 | Carga Explosiva 2                           | Coordenador de Dublês |
| 2010 | Prince of Persia: As Areias do Tempo        | Coordenador de Dublês |
| 2011 | Covert Affairs                              | Coordenador de Dublês |
| 2011 | Colombiana                                  | Coordenador de Dublês |

### Jogos eletrônicos
| Ano  | Título        | Papel         | Notas                                              |
| ---- | ------------- | ------------- | -------------------------------------------------- |
| 2015 | Dying Light   | Antoine Merpe | Também Mo-Cap, Coordenador de Dublês & Consultoria |
| 2022 | Dying Light 2 | Hakon         | Também Mo-Cap, Coordenador de Dublês & Consultoria |

## Patrocínios e grupos
Belle se mantém em grande parte fora dos holofotes públicos. Sua última grande aparição foi como convidado no Festival New Yorker em 2007. Belle foi entrevistado para o artigo de parkour "No Obstacles" escrito por Alec Wilkinson, que foi publicado em abril de 2007.
Belle anteriormente endossava a empresa de roupas Take Flight, mas decidiu cortar seus laços com a marca porque desaprovava suas atividades comerciais e motivos.